# Bướm bạc Sài Gòn
Bướm bạc Sài Gòn, tên khoa học Mussaenda saigonensis, là một loài thực vật có hoa trong họ Thiến thảo. Loài này được Pierre ex Pit. mô tả khoa học đầu tiên năm 1923.